# 乔治·赫尔米
乔治·萨米尔·赫尔米（英語：George Samir Helmy，1979年10月27日—）是美国政治人物，曾于2024年8月至12月担任新泽西州联邦参议员。他是民主党人，在参议员鲍勃·梅嫩德斯辞职后获州长菲尔·墨菲任命接替其职。赫尔米在2019年至2023年间担任墨菲的幕僚长。他是首位担任联邦参议员的科普特裔。

## 早年生活及教育
赫尔米出生于新泽西州泽西市，在新泽西州格伦里奇长大。赫尔米在格伦里奇高中就读时参加了篮球和足球队，之后他获得了新泽西州罗格斯大学纽瓦克分校的心理学学士学位以及哈佛大学继续教育学院的金融与管理硕士学位。赫尔米是埃及裔美国人。

## 职业生涯
赫尔米在2001年至2013年间担任联合包裹服务的业务运营经理，并于2012年至2013年间担任参议员弗兰克·劳滕伯格的工作人员助理和选民倡导者。他随后担任了参议员科里·布克的副手，后来担任州务主任，之后于2019年1月被聘为州长菲尔·墨菲的幕僚长。他于2021年10月辞职参加墨菲的连任竞选活动，但在18天后选举结束时重回原职。赫尔米在2023年9月底离开了州长办公室，接任他的是新泽西州交通部专员黛安娜·古铁雷斯-斯卡切蒂。他于离职后担任了RWJBarnabas健康公司的执行副总裁及首席外部事务与政策官，并且还担任纽约与新泽西港务局专员。
前卫生部助理专员克里斯·纽沃斯于2022年1月起诉了墨菲、赫尔米和新泽西州检察长马修·普拉特金，原因是他们因州警察局长帕特里克·J·卡拉汉在2020年4月举报他们试图施压其为赫尔米的亲属进行COVID-19检测而解雇了他。当时州卫生部正面临COVID-19检测试剂短缺问题，因此纽沃斯拒绝了这一请求，并将此事件举报为违反伦理道德之行为。
赫尔米在2011年之前是注册共和党人，之后成为独立选民。他在2018年短暂注册为民主党以便在那年新泽西州第11国会选区的党内初选中投票，但在年底时退党并一直保持独立身份，直到2024年3月再次加入民主党。

### 联邦参议员

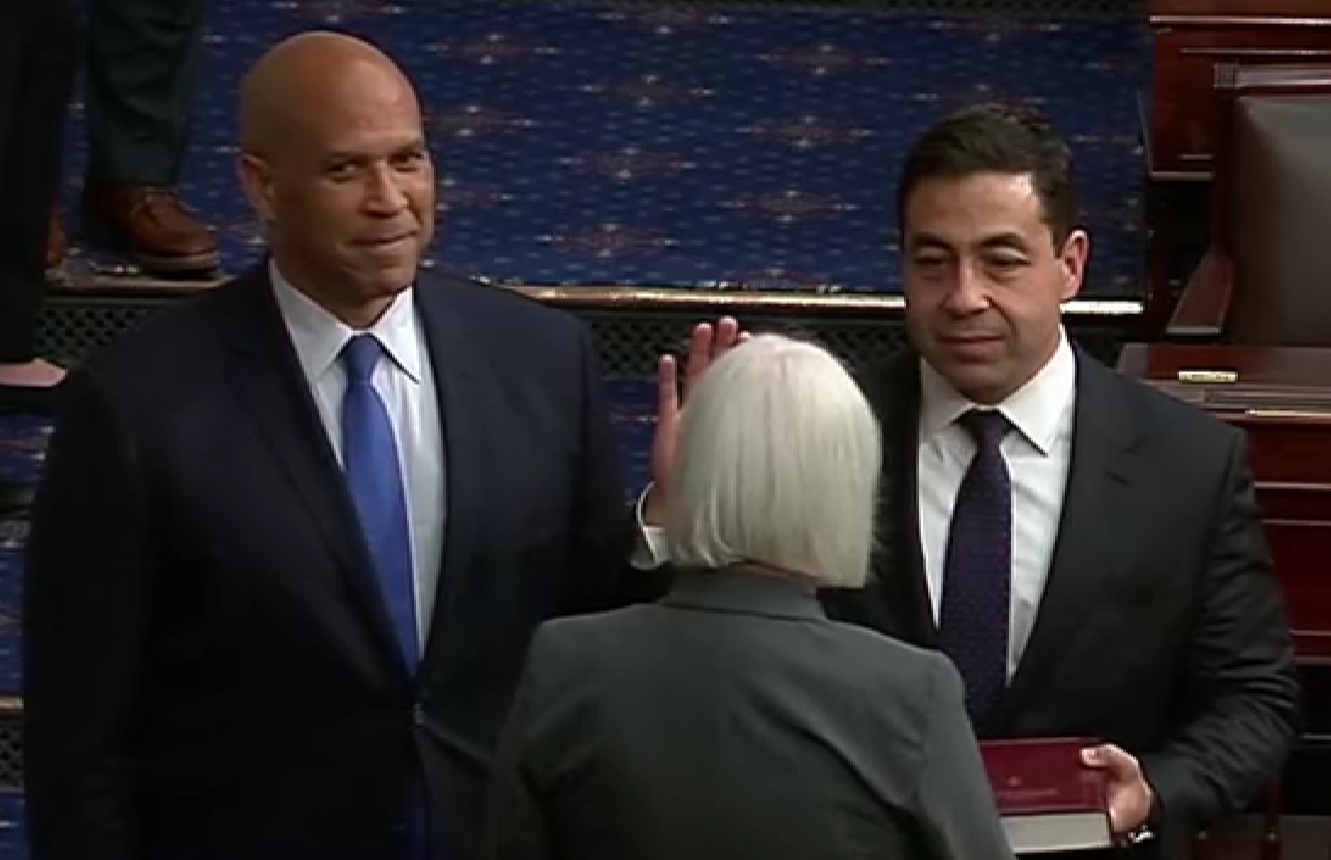
赫尔米在参议院临时议长帕蒂·默里的主持下宣誓就职，参议员科里·布克在旁陪同

《新泽西环球报》于2024年8月13日报道，赫尔米将被任命填补鲍勃·梅嫩德斯辞职后产生的联邦参议院空缺，墨菲在8月16日宣布了这一任命。他于9月9日在参议院临时议长帕蒂·默里的带领下宣誓就职。他获得的任命只是担任看守职务，并未参与2024年11月的选举。墨菲宣布赫尔米将在2024年选举结果确认后辞职并由当选者接任，以便让新泽西的新任参议员获得资历上的优势。安迪·金最终胜选，随后赫尔米于2024年12月8日辞职，而安迪·金则于次日上任。
在2024年9月10日，赫尔米提出了他的首个法案，该法案旨在以国会议员比尔·帕斯克雷尔（已于同年8月去世）的名字命名佩特森大瀑布国家历史公园之设施。

#### 参加的委员会
- 银行、住房和城市事务委员会[18]
- 财政委员会[18]
- 外交委员会[18]

## 个人生活
截至2024年，赫尔米居住在新泽西州的芒廷莱克斯，他和妻子卡罗琳有两个孩子。赫尔米是美国第一位科普特裔联邦参议员。